# Alma Wartenberg

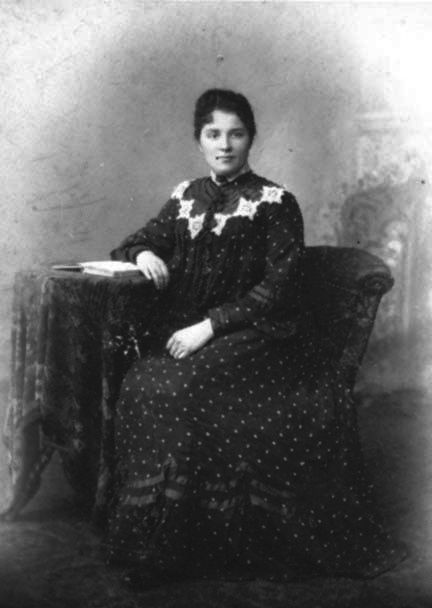
Alma Wartenberg

Wilhelmine Catharina Alma Wartenberg (geborene Stähr; * 22. Dezember 1871 in Ottensen; † 25. Dezember 1928 in Altona) war eine deutsche sozialdemokratische Politikerin und Frauenrechtlerin.

## Leben
Alma Wartenberg stammte aus einer sozialdemokratischen Zigarrenmacherfamilie mit insgesamt zwölf Kindern. Sie arbeitete bis zu ihrer Heirat mit dem Schlosser Ferdinand Wartenberg als Dienstmädchen. Aus der Ehe gingen vier Kinder hervor. 
In Ottensen war sie maßgeblich am Aufbau der proletarischen Frauenbewegung beteiligt. Von 1902 bis 1906 wurde sie alljährlich auf Frauenversammlungen zur sozialdemokratischen Vertrauensfrau im Wahlkreis Ottensen/Pinneberg gewählt. Als Agitatorin unter Arbeiterfrauen zog Wartenberg durch Schleswig-Holstein und nahm als Delegierte an Frauenkonferenzen und Parteitagen teil. 1905 initiierte sie mit anderen eine Protestkampagne gegen das skandalöse Urteil des Altonaer Schwurgerichtshofes, der vier junge Männer aus bürgerlichen Kreisen freisprach, nachdem er diese der Vergewaltigung eines Dienstmädchens überführt hatte. Während und nach der Protestkampagne befürwortete Wartenberg eine Zusammenarbeit mit den sogenannten „Radikalen“ der bürgerlichen Frauenbewegung. Dies widersprach der Linie der Partei und brachte sie in Konflikt mit der Parteiführung. Ein Parteiausschlussverfahren gegen sie wurde zwar eingestellt, aber als Vertrauensfrau wurde sie abgesetzt.

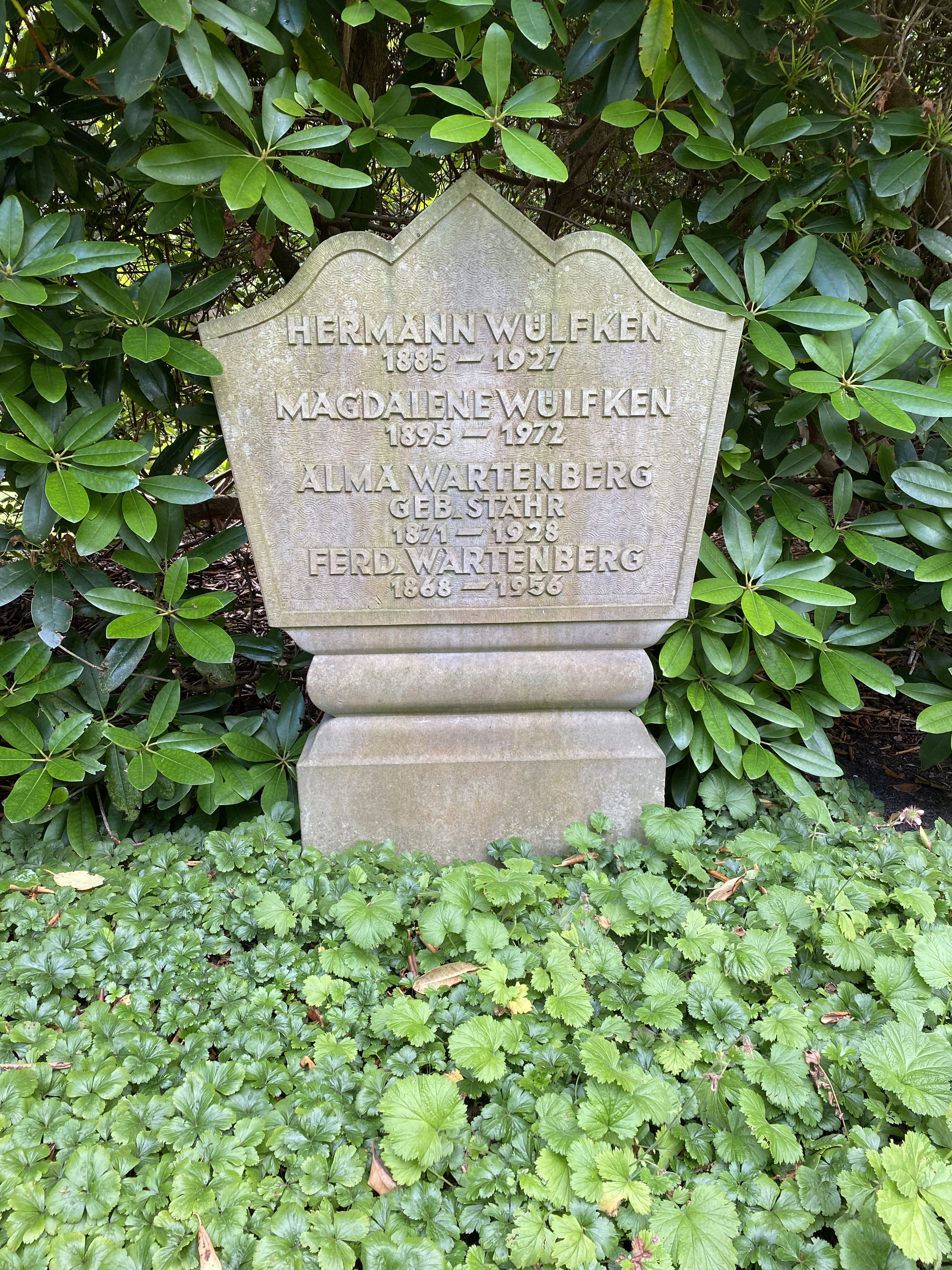
Grabstätte im Bereich U.I.

Anschließend engagierte sich Wartenberg vor allem in den Bereichen Mutterschutz, Geburtenkontrolle und sexuelle Aufklärung. Hohe Säuglingssterblichkeit, weitverbreitete „Frauenleiden“ infolge vieler Geburten, Fehlgeburten und der häufig praktizierten, illegalen Abtreibungen, Unkenntnis der Arbeiterfrauen in sexuellen Belangen sowie fehlende staatliche Unterstützung hatten sie alarmiert. Mit Lichtbildervorträgen zog sie umher, um über den weiblichen Körperbau, Empfängnisverhütung und Mutterschutz aufzuklären. Ihre Vorträge waren stark besucht, hunderte Zuhörerinnen waren keine Seltenheit. Im Anschluss ihrer Vorträge verkaufte sie öffentlich Verhütungsmittel, obgleich der „Verkauf oder die Weitergabe hygienischer Gummiartikel“ im Kaiserreich strafbar war. Damit brachte sie nicht nur die Justiz des Kaiserreichs, sondern auch die Beamtenärzteschaft und vor allem kirchliche Kreise gegen sich auf. Mehrfach drohten ihr Gefängnisstrafen wegen „Vergehens gegen das sittliche Empfinden“. Sie erklärte jedoch stets, dass alleine die Frauen das Recht haben, über ihren Körper und die Zahl ihrer Geburten zu bestimmen. 
Erneut im Widerspruch mit der offiziellen Parteilinie unterstützte Wartenberg innerhalb der Sozialdemokratie die heftig debattierte Idee eines „Gebärstreiks“ als Protest gegen den staatlichen „Gebärzwang“. Diese Idee fand vor allem bei Arbeiterfrauen Zustimmung.
Während des Ersten Weltkrieges engagierte sich Wartenberg in der Kriegsfürsorge. 
Ab 1919 war Alma Wartenberg SPD-Abgeordnete im Altonaer Stadtverordnetenkollegium. 1925 wurde sie als einziges weibliches Mitglied in den Provinziallandtag Schleswig-Holstein gewählt.
Nach einem erlittenen Schlaganfall legte sie 1927 sämtliche Ämter nieder. Im Folgejahr verstarb sie im Alter von 57 Jahren. Sie liegt begraben auf dem Friedhof Altona.

## Ehrungen

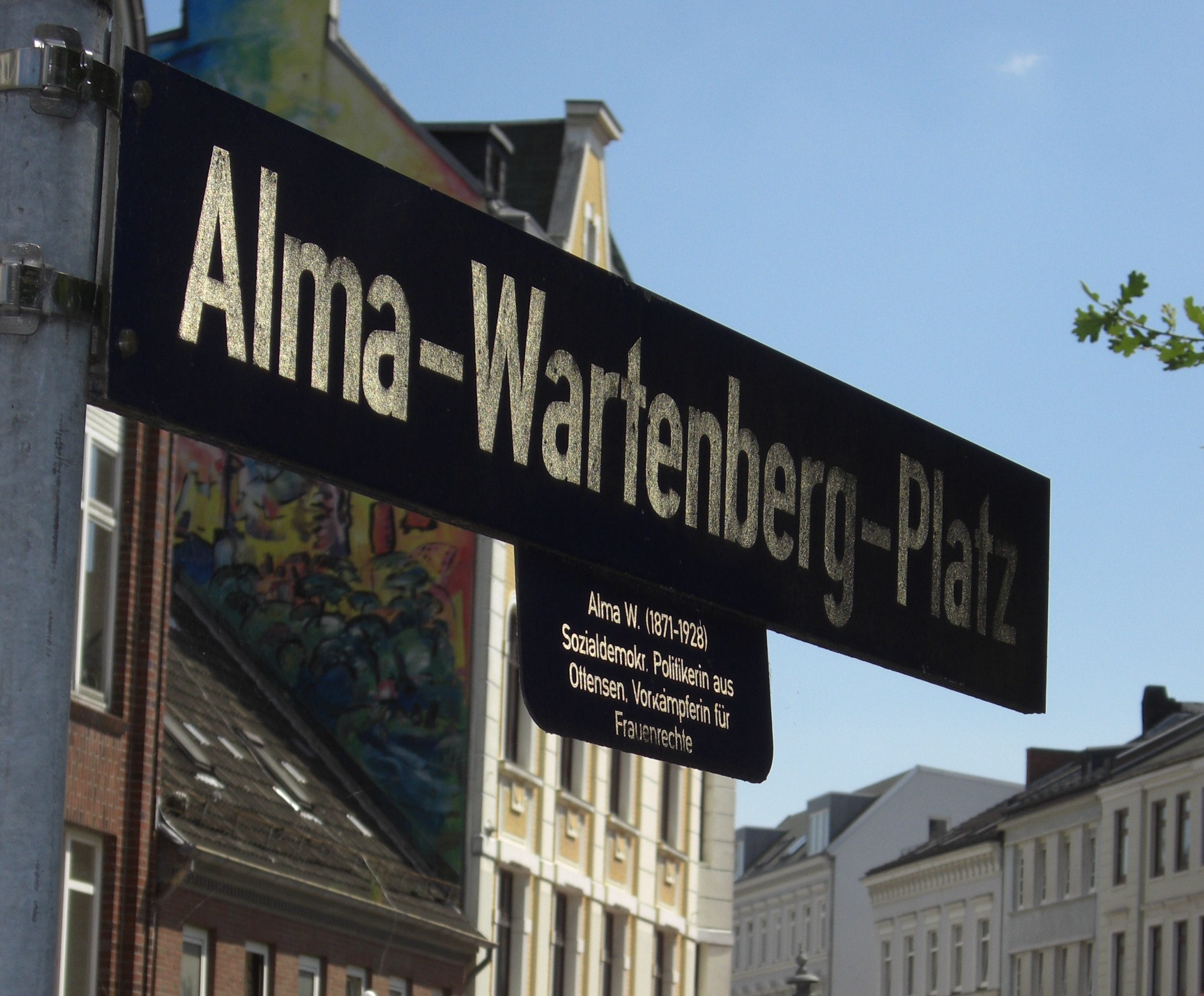
Alma-Wartenberg-Platz

Seit 1997 ist ein Platz in Ottensen nach Alma Wartenberg benannt.